# Гиперзвуковой летательный аппарат

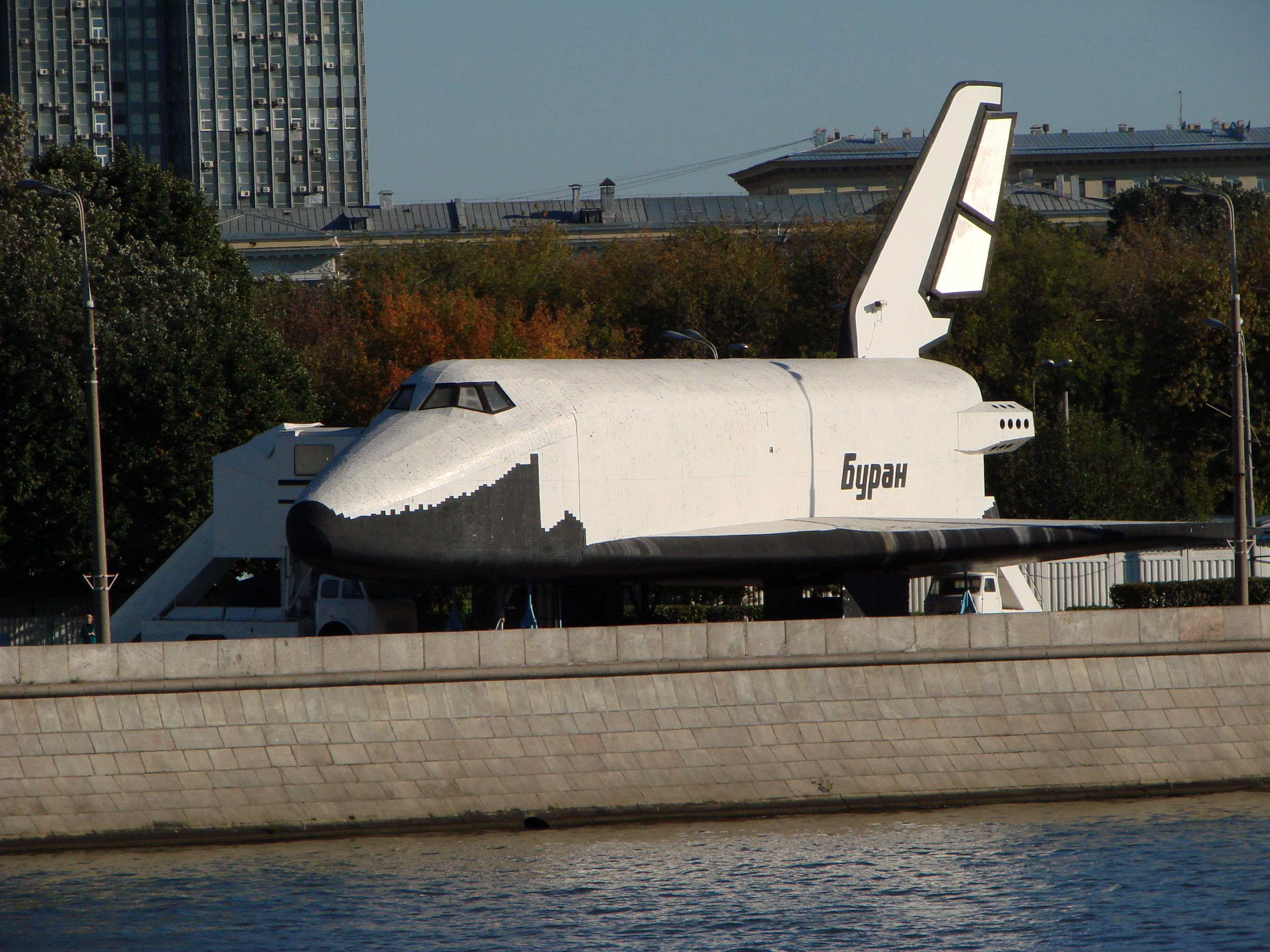
Космоплан Буран на стоянке

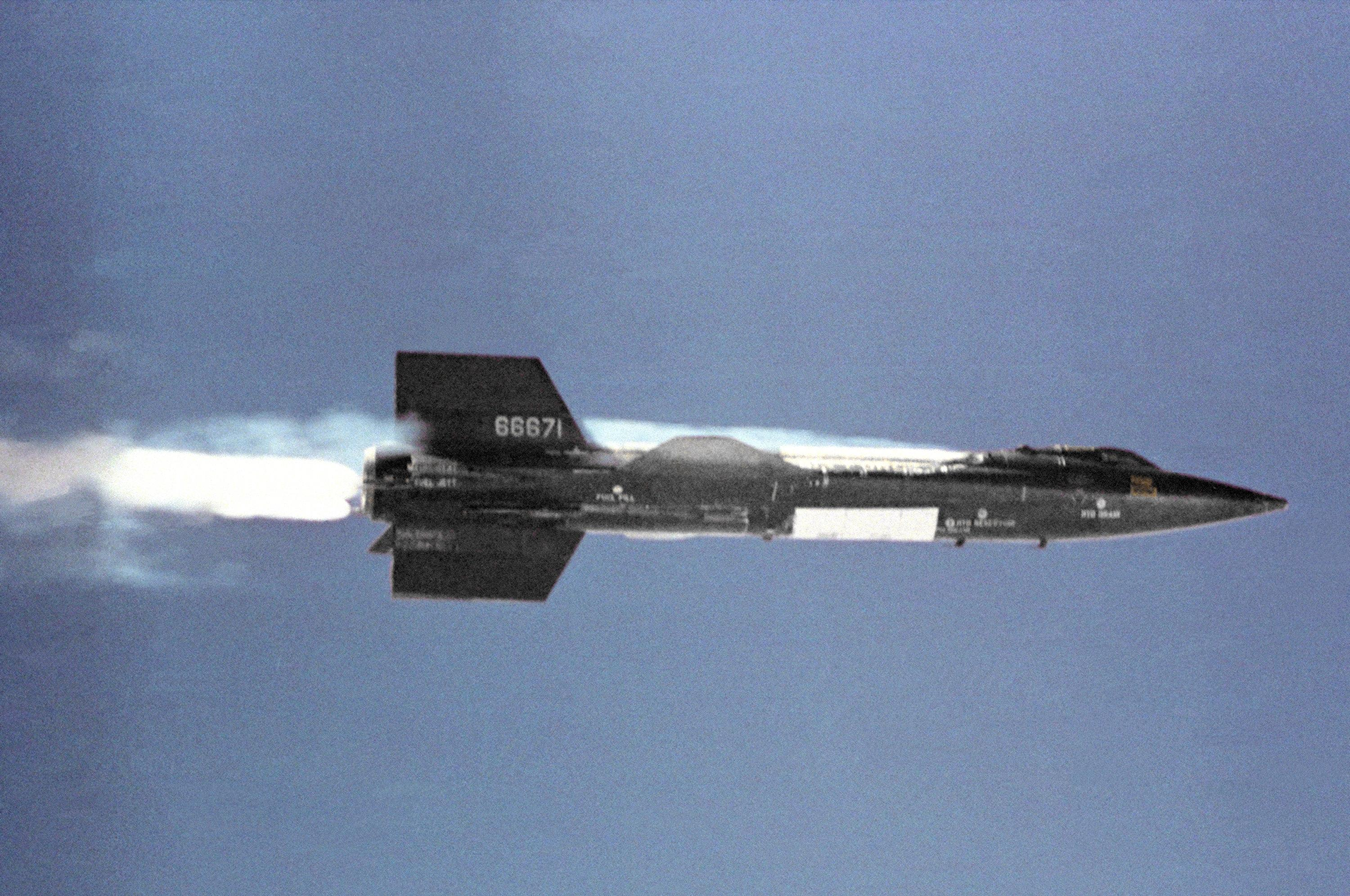
Полёт американского ракетоплана X-15 — первого в истории ГЛА-самолёта, совершавшего суборбитальные пилотируемые космические полёты

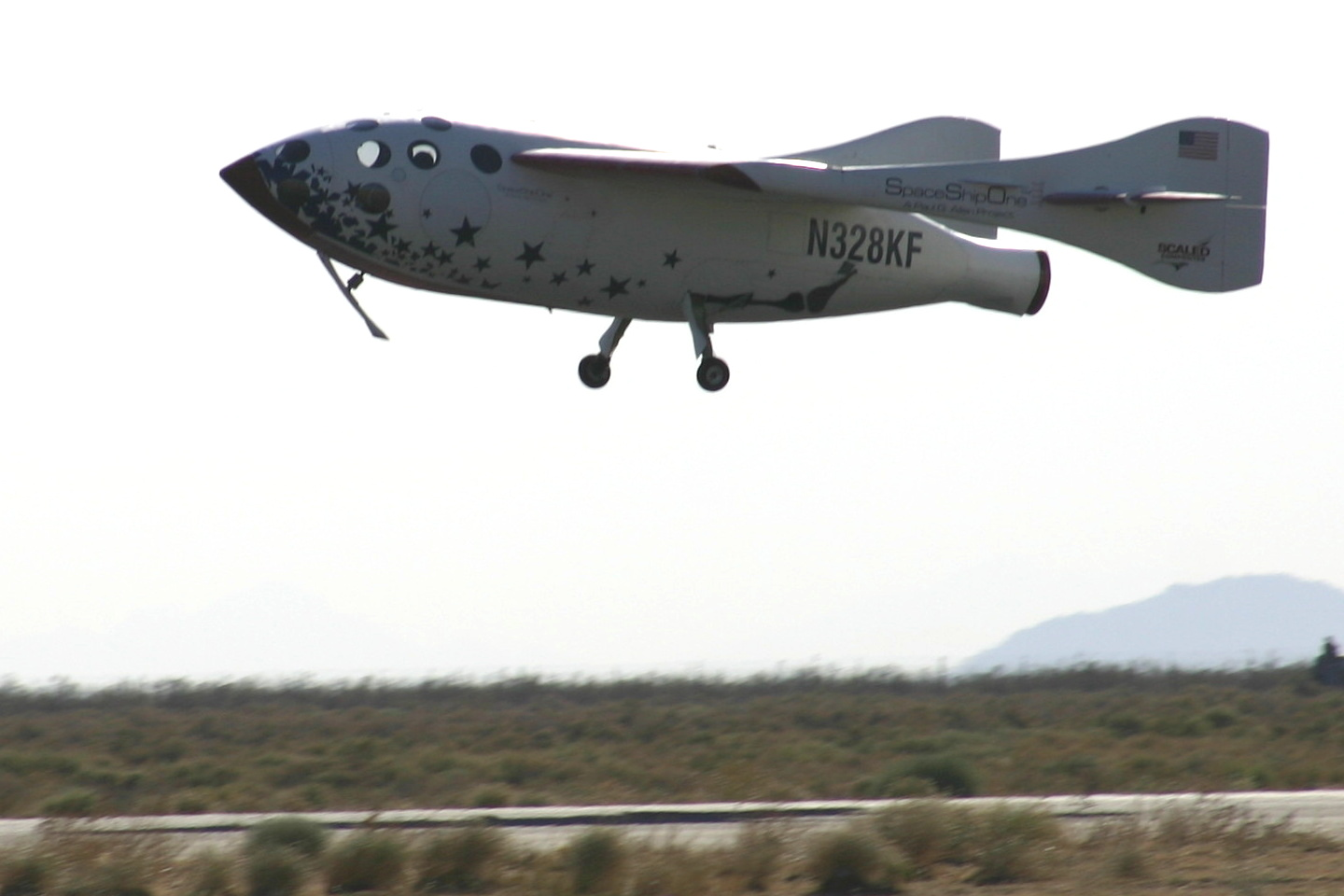
Посадка суборбитального ракетоплана SpaceShipOne

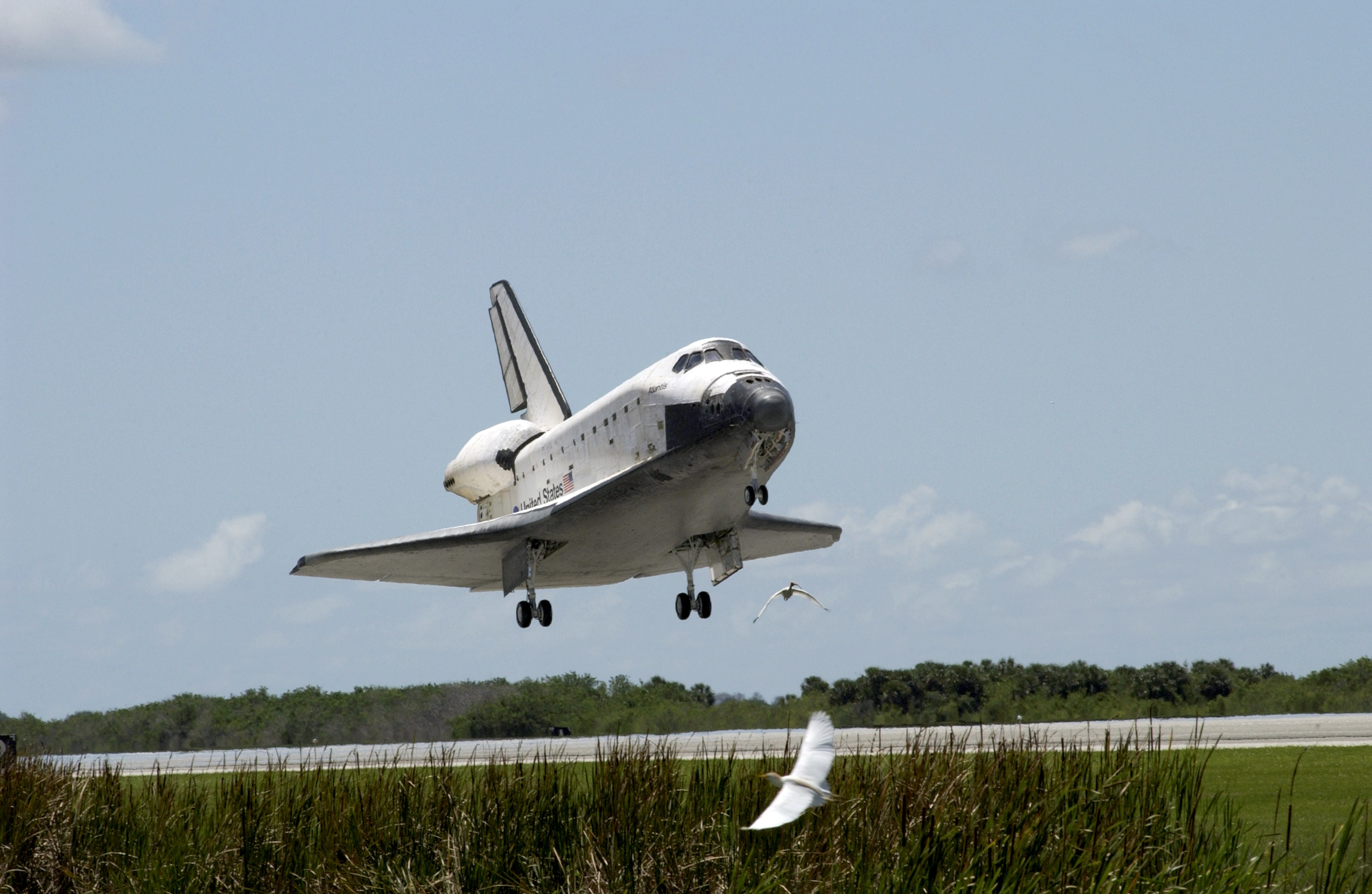
Посадка космоплана первой МТКК Спейс шаттл

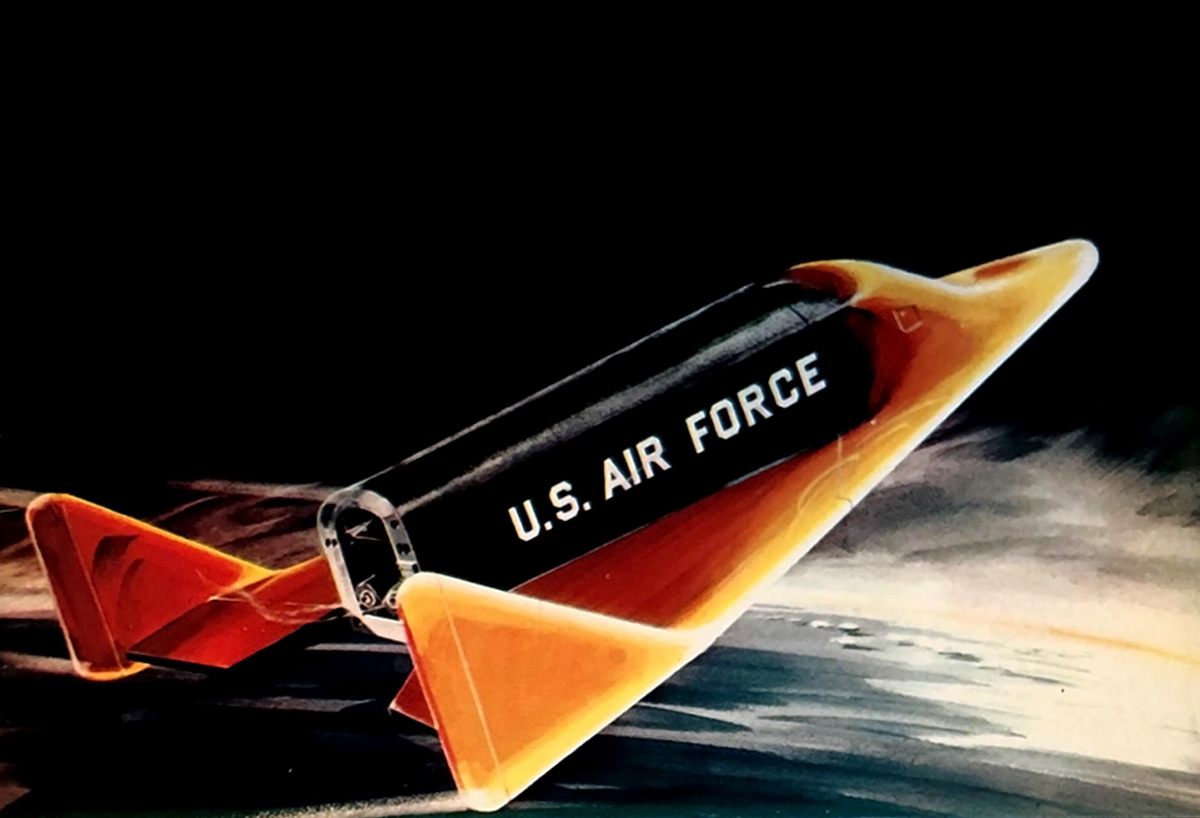
Спуск космоплана X-20 в представлении художника

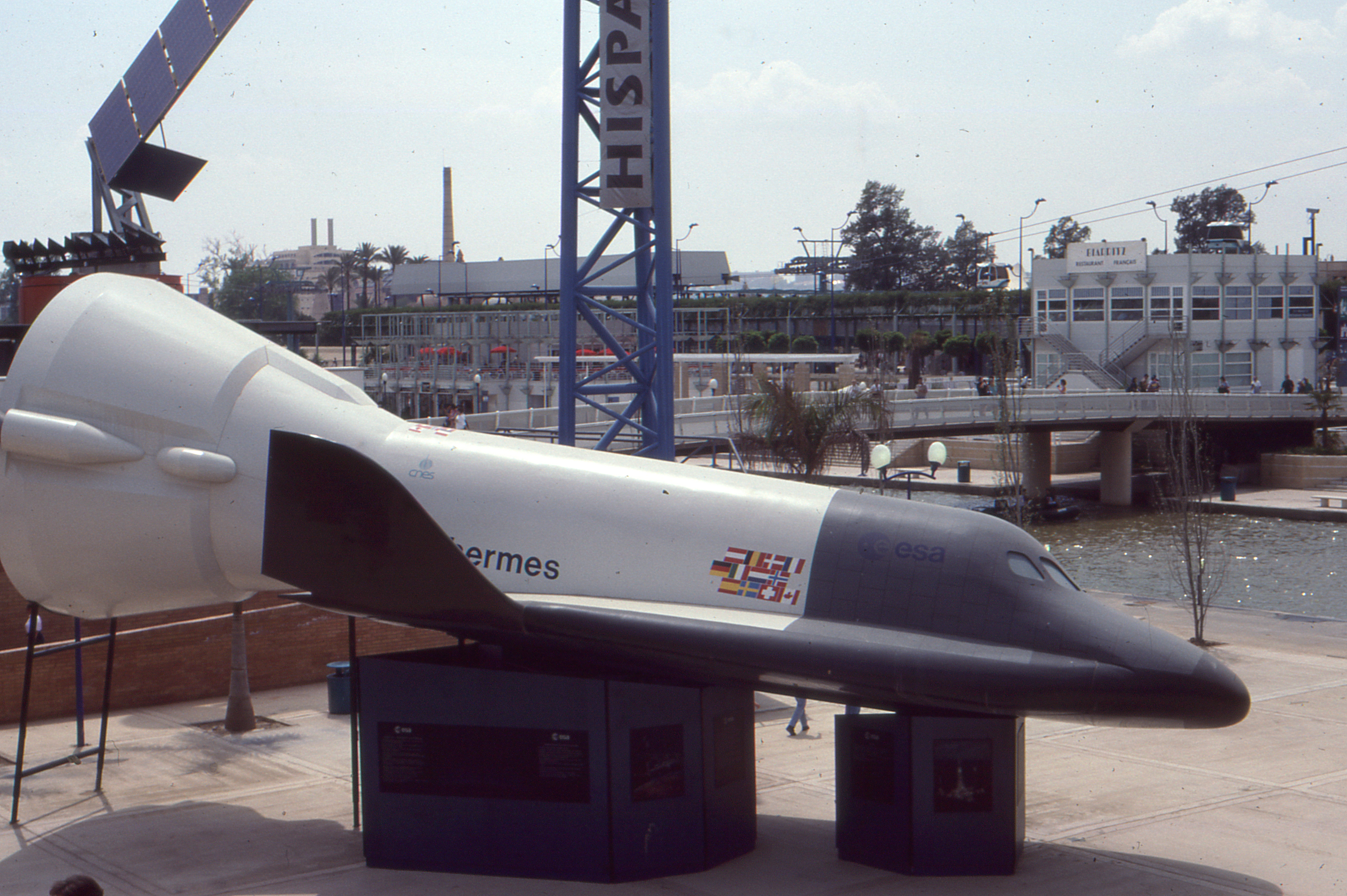
Космоплан Гермес

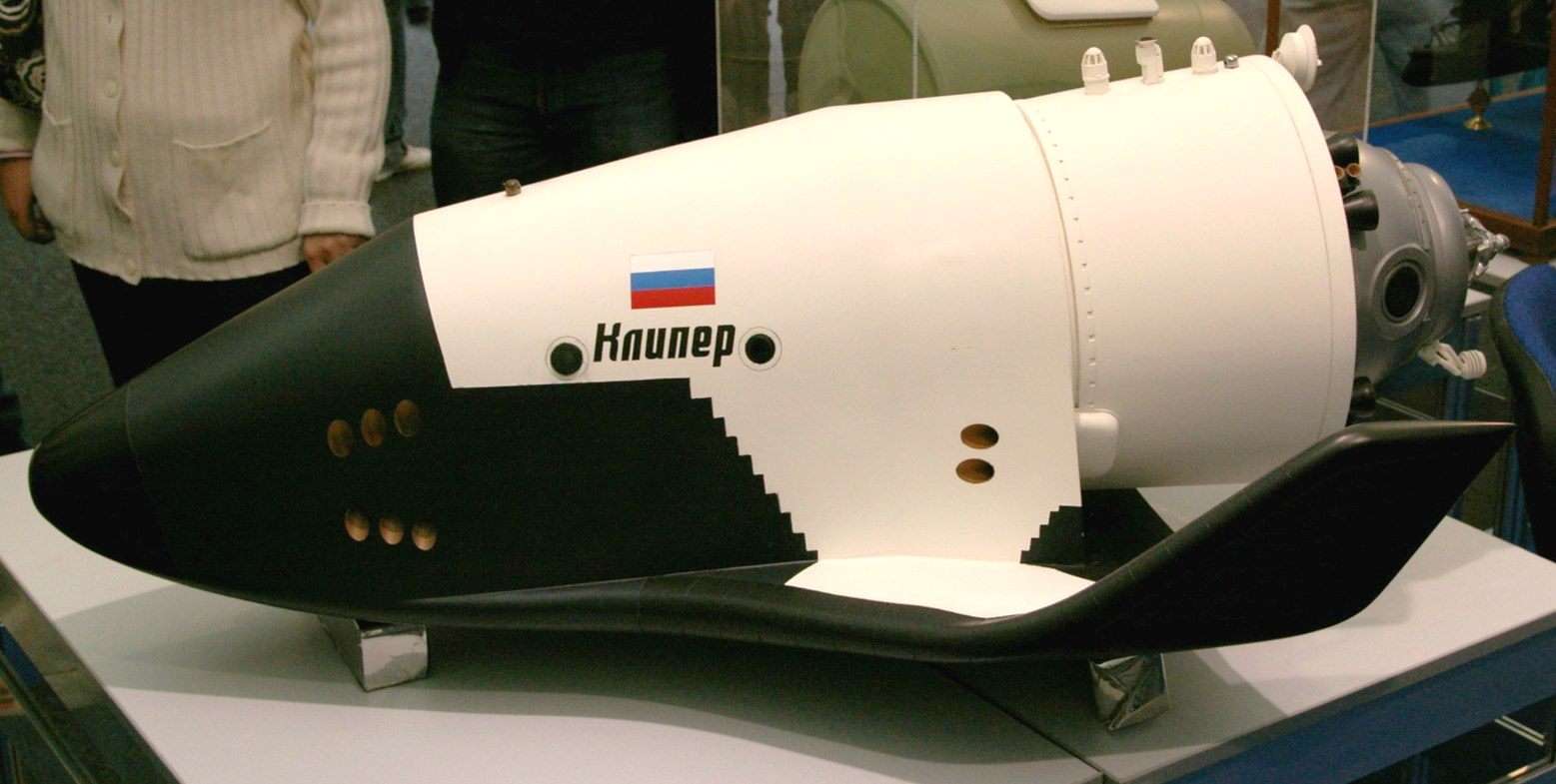
Космоплан Клипер в макете

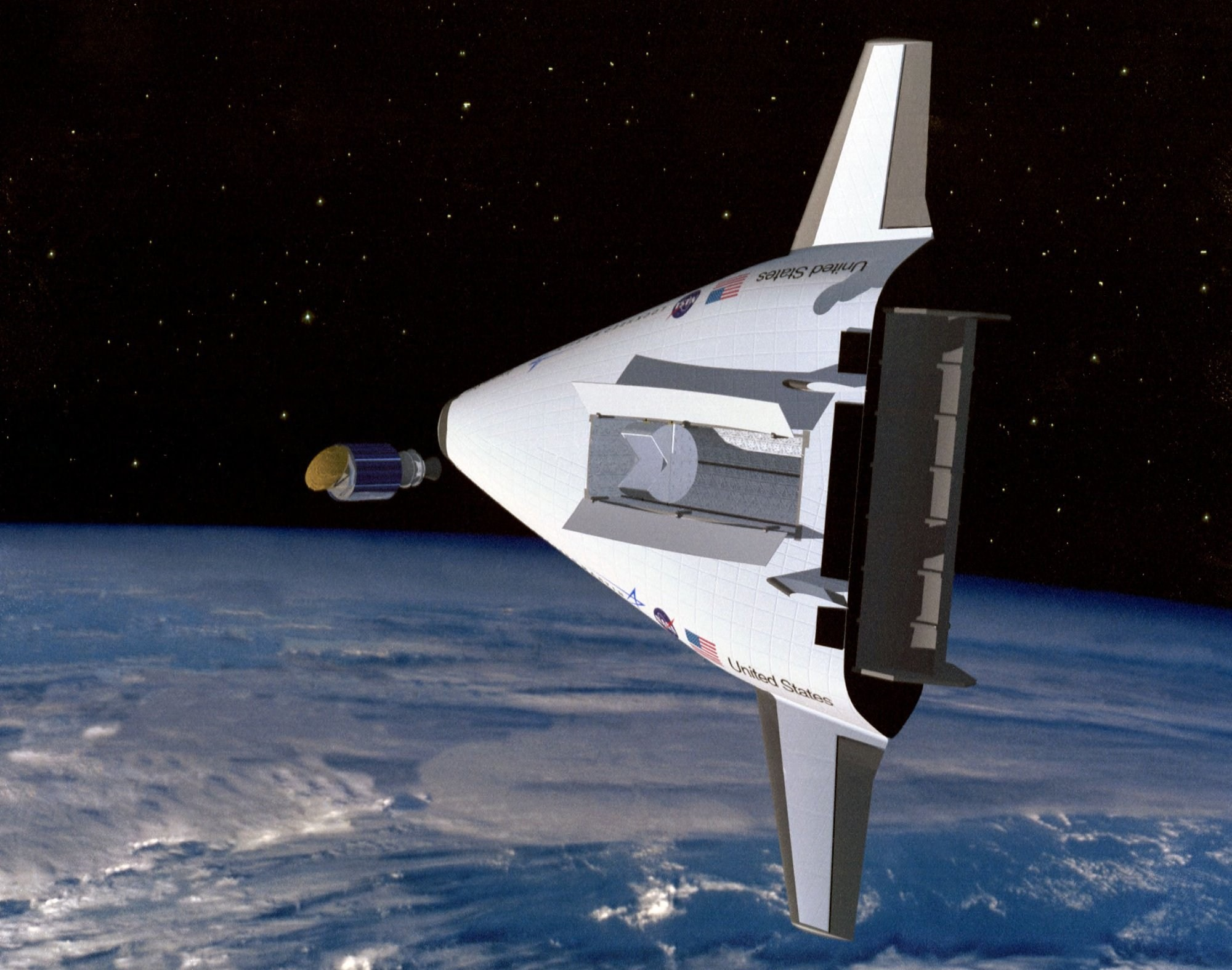
Космолёт VentureStar на орбите в представлении художника

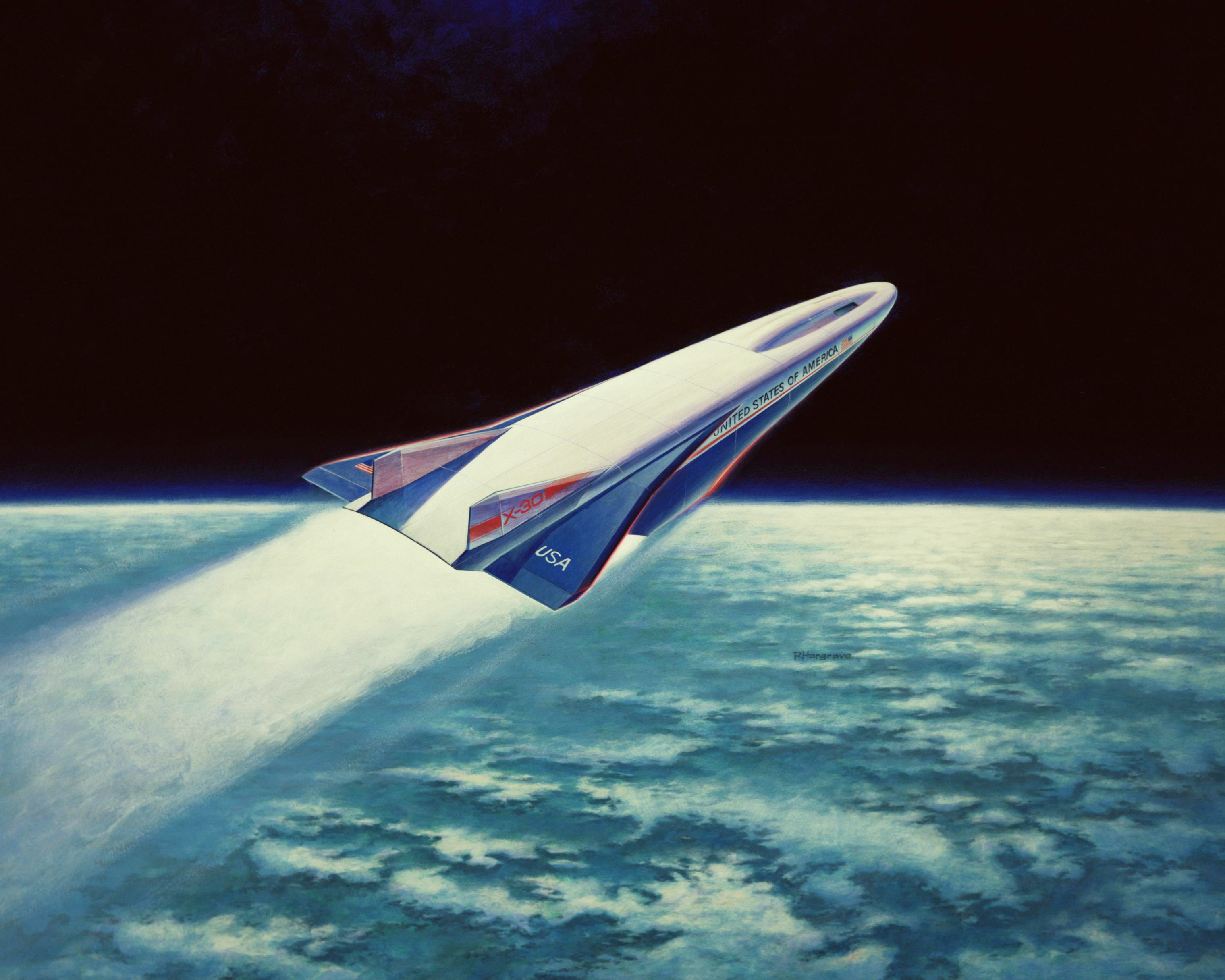
Космолёт Rockwell X-30 на орбите в представлении художника

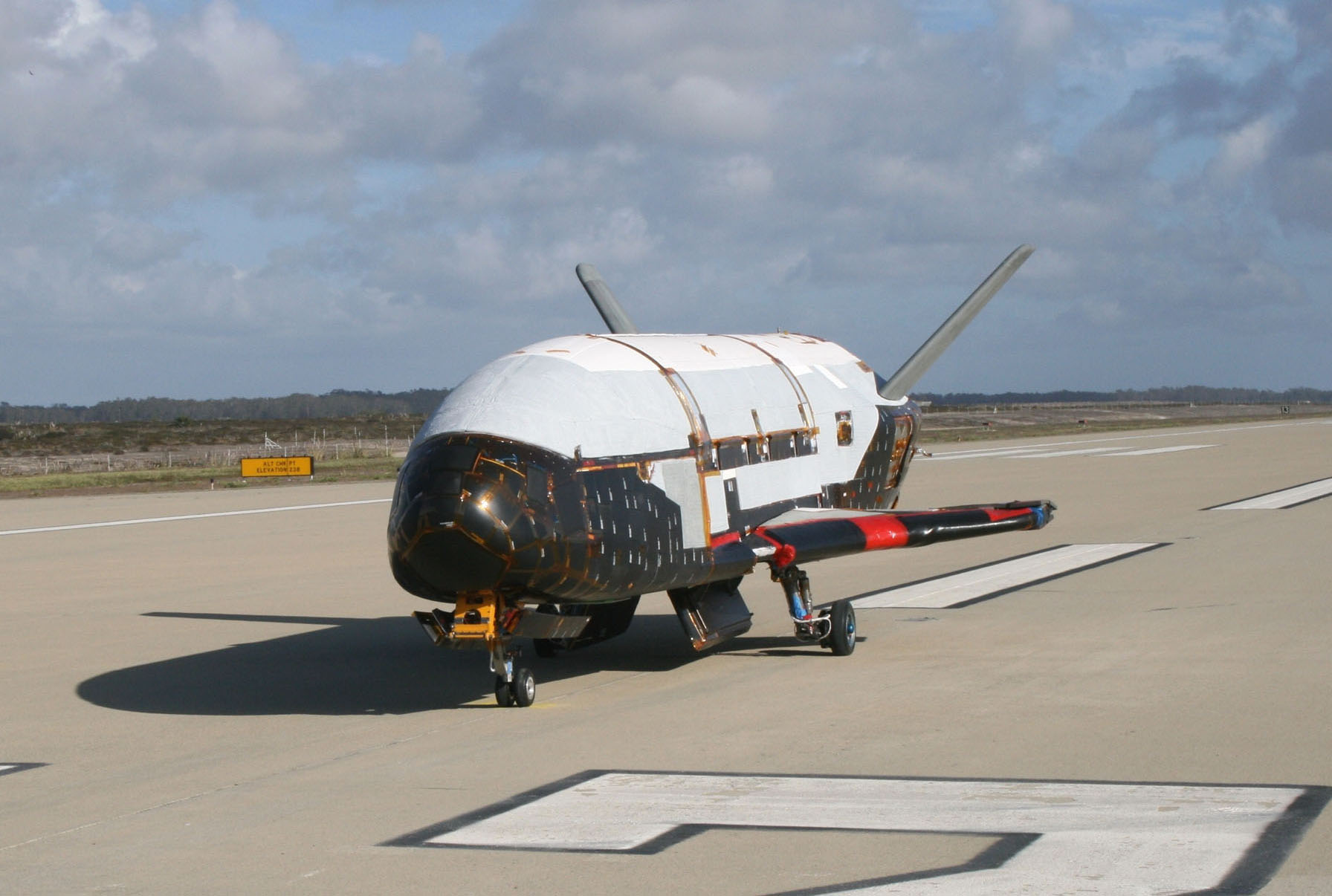
Космоплан X-37 на стоянке

АКС-космолёт Skylon по проекту

Гиперзвуковой летательный аппарат (ГЗЛА) — летательный аппарат (ЛА), способный осуществлять полёт в атмосфере с гиперзвуковой скоростью (5 М и более) и маневрировать с использованием аэродинамических сил.
Крылатый летательный аппарат, обладающий такой скоростью полёта, может планировать на более дальние дистанции, чем обычный, так как планирование становится «динамическим». Деление летательных аппаратов на «дозвуковые», «сверхзвуковые» и «гиперзвуковые» имеет достаточно прочную физическую основу и отражает сущность явлений при взаимодействии ЛА с воздушной средой: полёт на гиперзвуковых скоростях так же принципиально отличается от полёта на сверхзвуковых, как последний — от полёта на скоростях дозвуковых.

## Технологии и применение
ГЗЛА могут быть без двигателей или оснащаться различными типами двигательных установок: 
жидкостными ракетными двигателями (ЖРД), 
гиперзвуковыми прямоточными воздушно-реактивными двигателями (ГПВРД), 
твердотопливными ракетными двигателями (РДТТ) (а также теоретически ядерными ракетными двигателями (ЯРД) и другими), в том числе комбинацией таких двигателей и ускорителей. 
То есть, термин «гиперзвуковой» подразумевает способность аппарата двигаться с гиперзвуковой скоростью в воздушной среде, используя как двигатели, так и в той или иной форме воздух.
Учитывая потенциал технологии, организации по всему миру осуществляют исследования в области гиперзвукового полёта и развития ГПВРД. По всей видимости, первое применение будет иметь место для управляемых военных ракет, потому как эта область требует только самолётный режим в диапазоне высот, а не ускорение до орбитальной скорости. Таким образом, основные средства на разработки в этой области идут именно в рамках военных контрактов.
Гиперзвуковые космические системы могут иметь, а могут не иметь преимущество от использования ступеней с ГПВРД. Удельный импульс или эффективность ГПВРД теоретически составляет от 1000 до 4000 секунд, в то время как в случае ракеты эта величина на 2009 год не превышает 470 секунд, что в принципе означает гораздо более дешёвый доступ в космос. Однако этот показатель будет быстро уменьшаться вместе с ростом скорости и также будет происходить ухудшение аэродинамического качества. Существенна проблема маленького отношения тяги ГПВРД к его массе, которая составляет 2, что примерно 50 раз хуже этого показателя для ЖРД. Частично это компенсируется тем, что затраты на компенсирование силы тяжести при фактически самолётном режиме несущественны, но более продолжительное нахождение в атмосфере означает бо́льшие аэродинамические потери.
Воздушное судно-авиалайнер с ГПВРД должно значительно сократить время путешествия из одной точки в другую, потенциально сделав достижимой любую точку Земли в пределах 90 минут. Однако при этом остаются вопросы по тому, смогут ли такие аппараты перевозить на себе достаточно топлива для совершения полётов на достаточно большие расстояния и смогут ли они летать на достаточной высоте, чтобы избежать связанных со сверхзвуковым полётом звуковых эффектов. Также остаются неопределёнными вопросы, связанные с общей стоимостью таких полётов и возможностью многократного использования аппаратов после гиперзвукового полёта.
В 2022 г. команда Школы аэронавтики и астронавтики Северо-Западного политехнического университета Китая успешно запустила гиперзвуковую ракету Feitian-1 с ракетным двигателем комбинированного цикла (RBCC), который представляет собой комбинацию воздушно-реактивного прямоточного двигателя, гиперзвукового прямоточного двигателя и ракетного двигателя. По мере набора скорости двигатель переключается с одного режима работы на другой, что позволяет ему справляться с потоком воздуха, а на большой высоте он работает в режиме классического ракетного двигателя. Преимущество такого двигателя в том, что ему требуется гораздо меньше сжатого кислорода на борту, поскольку на первых режимах полета он получает его из окружающего воздуха. Такой двигатель способен разогнать ракету до скорости свыше 5 Махов.

## Реализации
В истории ГЗЛА были реализованы в виде нескольких испытательных самолётов, беспилотных летательных аппаратов и орбитальных ступеней-космопланов многоразовых космических кораблей (МТКК). Также существовало и существует большое количество проектов транспортных средств указанных типов, а также аэрокосмических систем (орбитальных самолётов) с гиперзвуковыми разгонными и орбитальными ступенями или одноступенчатых АКС-космолётов и пассажирских лайнеров-космопланов.
Одним из первых детальных проектов ГЛА был нереализованный проект Зенгера по созданию частично-орбитального боевого космолёта-бомбардировщика «Зильберфогель» (Серебряная птица) в Нацистской Германии.
В отличие от космопланов, ввиду необходимости при создании космолётов на порядок более сложных двигательных и конструкционных технологий ни один из проектов космолётов к настоящему времени реализован не был.

### Гиперзвуковые самолёты
В 1960-е годы в США была осуществлена программа разработки и полётов экспериментального самолёта-ракетоплана North American X-15, который стал первым в истории и на 40 лет единственным ГЛА-самолётом, совершавшим суборбитальные пилотируемые космические полёты. В США 13 его полётов выше 80 км, а в мире (ФАИ) — 2 из них, в которых была превышена граница космоса в 100 км, признаны суборбитальными пилотируемыми космическими полётами, а их участники — астронавтами.
Аналогичные программы в других странах.
- «Зильберфогель»
- North American X-15
- X-20 Dyna Soar
- Спираль

В начале XXI века начал развиваться частный космический туризм, в русле которого возникло и развивается несколько проектов частных суборбитальных пилотируемых космических кораблей многоразового использования с космопланами, совершающими гиперзвуковой полёт на траектории подъёма и спуска. В 2004 году были совершены полёты первого из таких аппаратов SpaceShipOne компании «Virgin Galactic». Развитием программы стал SpaceShipTwo. Следующими предполагаются не доходящие до космоса суборбитальные LYNX и другие частные аппараты.
- SpaceShipOne
- SpaceShipTwo
- LYNX[англ.]

Также существуют проекты гиперзвуковых суборбитальных пассажирских авиалайнеров (напр, SpaceLiner, ZEHST, HEXAFLY-INT (High-Speed EXperimental FLY Vehicles — INTernational, «Высокоскоростной экспериментальный летательный аппарат»)) и военных транспортников быстрого реагирования.

### Гиперзвуковые ступени АКС и МТКК — космопланы и космолёты
Во всех крылатых МТКК и АКС их вторая (космоплан) или единственная (космолёт) выходящая на орбиту ступень совершает гиперзвуковой полёт на траектории спуска, а в некоторых — в одно- или двухступенчатых системах с горизонтальным стартом — также и при подъёме.
В 1960-х годах и позже, в США и Союзе ССР существовали, но не были реализованы проекты орбитальных самолётов-космопланов. Проекты X-20 Dyna Soar в США и «Лапоток» ЛКС в Советском Союзе предусматривали вертикальный запуск на обычных ракетах-носителях (РН) орбитальных самолётов, которые становились ГЛА только при возвращении. В нереализованном проекте АКС СССР Спираль и разгонная первая ступень (самолёт-разгонщик), и орбитальный самолёт были гиперзвуковыми и совершали горизонтальные совместный старт и раздельную посадку.
В США в 1980-х — 2000-х гг. была отработана обширная программа из более чем 100 полётов первого в истории МТКК Спейс Шаттл с орбитальным самолётом-космопланом. Аналогичный, но запускаемый на РН, космоплан СССР Буран совершил только один полёт на орбиту. Ему предшествовали испытательные суборбитальные и орбитальные полёты прототипов космопланов БОР-4 и БОР-5, также запускаемых на РН.
В 1990-х и 2000-х годах существовали, но были отменены до стадии практической реализации проекты ряда многоразовых транспортных космических систем и АКС: в России — запускаемый с обычного самолёта космоплан МАКС и космолёт РАКС, в США — одноступенчатые космолёты VentureStar с вертикальным стартом и горизонтальной посадкой и NASP (Rockwell X-30) с горизонтальным стартом и посадкой, во Франции и Евросоюзе — запускаемый на РН космоплан Гермес, в Японии — запускаемый на РН космоплан HOPE (полёт на орбиту совершил его прототип HIMES) и двухступенчатый ASSTS с горизонтальным стартом и посадкой, в Германии — двухступенчатый Зенгер-2 с горизонтальным стартом и посадкой, в Великобритании — одноступенчатый HOTOL с горизонтальным стартом и посадкой, в Индии — запускаемый на РН космоплан Hyperplane и др.
В начале XXI века в России существовал, но был отменён проект частично-многоразового крылатого космического корабля Клипер, запускаемого на обычной РН.
В США продолжается проект Boeing X-37 с полётами на орбиту экспериментального космоплана, запускаемого на РН. Разрабатываются проекты: в Великобритании — одноступенчатый АКС-космолёт Skylon с горизонтальным стартом и посадкой, в Индии — запускаемый на РН космоплан-прототип одноступенчатой АКС-космолёта RLV/AVATAR с вертикальным стартом и горизонтальной посадкой, в Китае — запускаемый на РН космоплан и его прототип Шэньлонг и двухступенчатый МТКК с горизонтальным стартом и посадкой и др.
- Boeing X-37
- Rockwell X-30
- Одноступенчатая космическая система

### Гиперзвуковые БПЛА
Проекты специальных экспериментальных беспилотных ГЛА разрабатываются и осуществляются в целях отработки возможностей создания двух- и одноступенчатых многоразовых транспортных АКС (космопланов и космолётов) следующих поколений и перспективных технологий ракетного двигателестроения (ГПВРД) и других.

Существовали доведённые до разных начальных степеней реализации проекты беспилотных ГЛА в США — Boeing X-43, России — «Холод» и «Игла», Германии — SHEFEX (прототип космоплана/космолёта), Австралии — AUSROCK и другие.

### Гиперзвуковые ракеты и управляемые боевые блоки ракет
Ранее разрабатывался ряд проектов экспериментальных и боевых крылатых (например, Х-90 в СССР) и некрылатых (например, Х-45 в СССР) ракет, достигающих гиперзвуковых скоростей.
В 2000-х разработки продолжились: так, 20 апреля 2010 года состоялось первое испытание планирующего гиперзвукового управляемого боевого блока США проекта DARPA Falcon HTV-2, а 26 мая 2010 состоялось первое испытание гиперзвуковой крылатой ракеты США X-51 Waverider. 
18 ноября 2011 Минобороны США провело первое испытание планирующего гиперзвукового боевого блока другого проекта AHW.
В январе 2014 г. стало известно об испытаниях в КНР имеющего скорость до 10 Маха гиперзвукового боевого блока WU-14.
В России разрабатывается и испытывается гиперзвуковой боевой блок Ю-71 (4202)  — первоначально боевой блок МБР «Сармат», вылившийся в самостоятельный проект (скорость до 11 Маха).
Гиперзвуковой ракетный комплекс «Кинжал» — базирующийся на самолётах МИГ-31 российский гиперзвуковой противокорабельный авиационно-ракетный комплекс, принят на опытное вооружение с 1 декабря 2017 г.
Также в России разрабатывается гиперзвуковая противокорабельная крылатая ракета «Циркон».

## Преимущества и недостатки в случае космических аппаратов
Преимущество гиперзвукового самолёта наподобие X-30 состоит в исключении или уменьшении количества транспортируемого окислителя. Например, внешний бак МТКК Спейс Шаттл на старте содержит 616 тонн жидкого кислорода (окислитель) и 103 тонн жидкого водорода (топливо). Сам этот космический челнок-космоплан при приземлении весит не более 104 тонн. Таким образом, 75 % всей конструкции составляет транспортируемый окислитель. Исключение этой дополнительной массы должно облегчить аппарат и, как можно надеяться, увеличить долю полезной нагрузки. Последнее можно считать основной целью изучения ГПВРД вместе с перспективой уменьшения стоимости доставки грузов на орбиту.
Но имеются определённые недостатки:
Низкое отношение тяги к весу аппарата
Жидкостный ракетный двигатель (ЖРД) отличается очень высоким показателем тяги по отношению к его массе (до 100:1 и более), что позволяет ракетам достичь высоких показателей при доставке грузов на орбиту. Напротив, отношение тяги ГПВРД к его массе составляет порядка 2, что означает увеличение доли двигателя в стартовой массе аппарата (без учета необходимости уменьшить эту величину по крайней мере в четыре раза из-за отсутствия окислителя). Вдобавок наличие нижнего предела скорости ГПВРД и падение его эффективности с ростом скорости определяет необходимость использования на таких космических системах ЖРД со всеми их недостатками.
Необходимость дополнительных двигателей для достижения орбиты
Гиперзвуковые ПВРД имеют теоретический диапазон рабочих скоростей от 5-7 М вплоть до первой космической скорости 25 М, но как показали исследования в рамках проекта X-30, верхний предел устанавливается возможностью сгорания топлива в проходящем воздушном потоке и составляет порядка 17 М. Таким образом, требуется другая дополнительная система реактивного ускорения в нерабочем диапазоне скоростей. Поскольку необходимая разница восполнения скоростей незначительна, а доля ПН в стартовой массе гиперзвукового самолёта велика, применение дополнительных ракетных ускорителей различного типа является вполне приемлемым вариантом. Оппоненты исследований ГПВРД утверждают, что любая перспективность этого типа аппаратов может проявиться лишь для одноступенчатых космических систем. Сторонники этих исследований утверждают, что варианты многоступенчатых систем с использованием ГПВРД также оправданы.

### Этап возвращения
Потенциально, нижняя часть тепловой защиты гиперзвукового космического аппарата должна быть увеличена вдвое в целях возвращения аппарата на поверхность. Использование абляционного покрытия может означать его потерю после выхода на орбиту, активная теплозащита с использованием топлива в качестве хладагента требует работы двигателя для своего функционирования.

### Стоимость
Сокращение количества топлива и окислителя в случае гиперзвуковых аппаратов означает увеличение доли стоимости самого аппарата в общей стоимости системы. На самом деле, стоимость одного самолёта с ГПВРД может быть очень высокой по сравнению со стоимостью топлива, потому как стоимость аэрокосмического оборудования по крайней мере на два порядка выше, чем на жидкий кислород и баки к нему. Таким образом, аппараты с ГПВРД наиболее оправданы в качестве систем многоразового использования. Может ли оборудование многократно использоваться в экстремальных условиях гиперзвукового полёта остаётся не до конца ясным — все сконструированные до сих пор системы не предусматривали возвращение и их повторное использование.
Окончательная стоимость такого аппарата является предметом интенсивного обсуждения, потому как сейчас нет четкой убеждённости в перспективности таких систем. По всей видимости, для того чтобы быть экономически оправданным, гиперзвуковой аппарат должен будет обладать бо́льшей ПН по сравнению с ракетой-носителем с той же стартовой массой.

## В произведениях искусства и массовой культуре
В фильмах
- В советском кинофильме 1960-х годов «Барьер неизвестности» показаны испытания вымышленного экспериментального гиперзвукового самолёта с ядерным ракетным двигателем.
- В телефильме «Звёздный полет: Самолёт, который никогда не садится» (Starflight: The Plane That Couldn't Land[англ.], 1983) предлагается концепция гиперзвукового реактивного авиалайнера[англ.] для перевозки пассажиров, разработанный вымышленной компанией «Торнволл Авиашн». Воздушное судно использует ГПВРД для достижения высокой точки в стратосфере для двухчасового путешествия из Лос-Анджелеса в Сидней с использованием водорода в качестве топлива. Так как НАСА имеет опыт работы с этим топливом, оно используется для дозаправки авиалайнера, который в результате аварии застревает на орбите.
- В фильме 2005 года «Самолёт-невидимка» вымышленные военные самолёты «F/A-37 Talon» и БПЛА EDI используют импульсные детонационные двигатели с ГПВРД.

В других медиа
- Истребитель «Mave» в японском анимационном фильме «Юкикадзе» имел режим в своем списке возможностей, называемый RAM-AIR, который, как утверждалось, был СПВРД, но по возможностям скорее соответствовал ГПВРД.
- В эпизоде «Ящик Пандоры» в телешоу «Числа» телеканала CBS разбившийся самолёт перевозил ГПВРД в качестве незадекларированного груза.
- Одна из опций выбора типа двигателя в игре Ace Combat X: Skies of Deception для самолёта с настраиваемым набором двигателей и других компонентов называется SCRAMjet.
- В игре X-point, все космические корабли многоразового использования имеют "гиперзвуковой" режим, который используется для выхода на орбиту и возврата на землю.